# Pedro Arce Latapí
Pedro Arce Latapí (Saltillo, 25 novembre 1991) è un ex calciatore messicano, di ruolo centrocampista.

## Carriera
Ha giocato nella massima serie dei campionati greco e messicano.

## Statistiche

### Presenze e reti nei club
Statistiche aggiornate al 16 dicembre 2020.
| Stagione         | Squadra              | Campionato       | Campionato | Campionato | Coppe nazionali | Coppe nazionali | Coppe nazionali | Coppe continentali | Coppe continentali | Coppe continentali | Altre coppe | Altre coppe | Altre coppe | Totale | Totale |
| Stagione         | Squadra              | Comp             | Pres       | Reti       | Comp            | Pres            | Reti            | Comp               | Pres               | Reti               | Comp        | Pres        | Reti        | Pres   | Reti   |
| ---------------- | -------------------- | ---------------- | ---------- | ---------- | --------------- | --------------- | --------------- | ------------------ | ------------------ | ------------------ | ----------- | ----------- | ----------- | ------ | ------ |
| gen.-giu. 2011   | Flota Świnoujście    | 1L               | 0          | 0          | CP              | -               | -               |                    | -                  | -                  |             | -           | -           | 0      | 0      |
| 2011-2012        | Baulmes              | 1L               | 12         | 0          | CS              | 0               | 0               |                    | -                  | -                  |             | -           | -           | 12     | 0      |
| 2012-gen. 2013   | Baulmes              | 2Li              | 0          | 0          | CS              | 0               | 0               |                    | -                  | -                  |             | -           | -           | 0      | 0      |
| Totale Baulmes   | Totale Baulmes       | Totale Baulmes   | 12         | 0          |                 | 0               | 0               |                    | -                  | -                  |             | -           | -           | 12     | 0      |
| gen.-giu. 2013   | Anagennīsī Giannitsa | FL               | 17         | 5          | CG              | -               | -               |                    | -                  | -                  |             | -           | -           | 17     | 5      |
| 2013-2014        | Kavala               | FL               | 22         | 1          | CG              | 1               | 0               |                    | -                  | -                  |             | -           | -           | 23     | 1      |
| 2014-2015        | GAS Veria            | SL               | 4          | 0          | CG              | 2               | 0               |                    | -                  | -                  |             | -           | -           | 6      | 0      |
| 2015-2016        | GAS Veria            | SL               | 22         | 0          | CG              | 3               | 0               |                    | -                  | -                  |             | -           | -           | 25     | 0      |
| 2016-2017        | GAS Veria            | SL               | 21         | 0          | CG              | 2               | 0               |                    | -                  | -                  |             | -           | -           | 23     | 0      |
| Totale GAS Veria | Totale GAS Veria     | Totale GAS Veria | 47         | 0          |                 | 7               | 0               |                    | -                  | -                  |             | -           | -           | 54     | 0      |
| 2017-2018        | América              | LMX              | 5          | 0          | CM              | 3               | 0               | CCL                | 1                  | 0                  |             | -           | -           | 9      | 0      |
| 2018-feb. 2019   | América              | LMX              | 0          | 0          | CM              | 0               | 0               |                    | -                  | -                  |             | -           | -           | 0      | 0      |
| Totale América   | Totale América       | Totale América   | 5          | 0          |                 | 3               | 0               |                    | 1                  | 0                  |             | -           | -           | 9      | 0      |
| feb.-giu. 2019   | Paniōnios            | SL               | 9          | 0          | CG              | 1               | 0               |                    | -                  | -                  |             | -           | -           | 10     | 0      |
| 2019-2020        | Paniōnios            | SL               | 15         | 2          | CG              | 0               | 0               |                    | -                  | -                  |             | -           | -           | 15     | 2      |
| Totale Paniōnios | Totale Paniōnios     | Totale Paniōnios | 24         | 2          |                 | 1               | 0               |                    | -                  | -                  |             | -           | -           | 25     | 2      |
| Totale carriera  | Totale carriera      | Totale carriera  | 127        | 8          |                 | 12              | 0               |                    | 1                  | 0                  |             | -           | -           | 140    | 8      |